# Saša Stojanović
Saša "Caki" Stojanović (Kirin Serbia: Caша Cтojaновић, sinh 21 tháng 1 năm 1983) là một cầu thủ bóng đá Serbia, thi đấu cho Radnički Niš.
Stojanović thi đấu ở trong nước cho Radnički Niš, và được do thám bởi đội bóng Hà Lan PSV Eindhoven. Mùa giải 2005-06 anh thi đấu 35 trận cho F.C. Eindhoven (mượn từ PSV), ghi 6 bàn thắng. Mùa giải  2007-08 Stojanović thi đấu cho câu lạc bộ West-Brabantse bộ phận đầu tiên của câu lạc bộ RBC Roosendaal, và năm sau đó được chuyển đến Aris Limassol ở Síp.
Vào tháng 6 năm 2014, anh ký hợp đồng thời hạn một mùa giải cùng với Romanian câu lạc bộ Universitatea Cluj. Anh kết thúc hợp đồng ngày 6 tháng 1 năm 2015, và cùng ngày ký bản hợp đồng với Sao Đỏ Beograd, ở đất nước quê nhà.

## Danh hiệu
Red Star
- SuperLiga Serbia (1): 2016